# 1783 în literatură
Anul 1783 în literatură a implicat o serie de evenimente și cărți noi semnificative.  

## Cărți noi
- Thomas Day - The History of Standford and Merton
- Ellenor Fenn (ca "Mrs. Teachwell") - Cobwebs to Catch Flies
- Thomas Holcroft - The Family Picture
- Sophia Lee - The Recess
- Anna Maria Mackenzie - Burton-Wood
- Clara Reeve - The Two Mentors